# Henryk Hoser
Henryk Franciszek Hoser (ur. 27 listopada 1942 w Warszawie, zm. 13 sierpnia 2021 tamże) – polski duchowny rzymskokatolicki, pallotyn, lekarz, misjonarz, wizytator apostolski w Rwandzie w latach 1994–1996, arcybiskup ad personam od 2005, sekretarz pomocniczy Kongregacji ds. Ewangelizacji Narodów i przewodniczący Papieskich Dzieł Misyjnych w latach 2005–2008, biskup diecezjalny warszawsko-praski w latach 2008–2017, od 2017 arcybiskup senior diecezji warszawsko-praskiej, wizytator apostolski w Medziugoriu w latach 2018–2021.

## Życiorys

### Młodość i wykształcenie
Urodził się 27 listopada 1942 w Warszawie w rodzinie Hoserów, warszawskich ogrodników. Matka Halina zd. Zabłońska pochodziła z Chojnic, ojciec Janusz i dziadek Henryk zginęli w powstaniu warszawskim rozstrzelani przez Niemców w czasie rzezi Woli. Miał starszą siostrę Julię, doktor habilitowaną, specjalistkę w zakresie genetyki i hodowli roślin.
Ukończył Liceum Ogólnokształcące im. Tomasza Zana w Pruszkowie. W latach 1960–1966 odbył studia na Wydziale Lekarskim Akademii Medycznej w Warszawie. W ich trakcie pełnił funkcję przewodniczącego Uczelnianego Sądu Koleżeńskiego Zrzeszenia Studentów Polskich. Od 1966 do 1968 pracował w Akademii w Zakładzie Anatomii Prawidłowej na stanowisku asystenta, zaś w następnym roku jako lekarz prowadzący oddziału internistycznego w szpitalu rejonowym w Ziębicach.
W 1969 wstąpił do stowarzyszenia apostolskiego pallotynów. 8 września 1970 złożył pierwszą profesję zakonną. Studia filozoficzno-teologiczne odbył w latach 1969–1974 w Wyższym Seminarium Stowarzyszenia Apostolstwa Katolickiego w Ołtarzewie. W seminarium współtworzył Koło Misyjne, mające na celu codzienną modlitwę za misje i misjonarzy, a także przewodniczył Radzie Alumnów. W wolnym czasie, aby nie stracić praktyki lekarskiej, za zgodą przełożonych pracował w szpitalu jako lekarz. Święceń prezbiteratu udzielił mu 16 czerwca 1974 biskup pomocniczy warszawski Władysław Miziołek.
Następnie udał się do Paryża, gdzie ukończył kurs języka francuskiego w Alliance Française oraz kurs medycyny tropikalnej w CHU Pitié-Salpêtrière i w szpitalu Claude Bernard.

### Prezbiter
W 1975 wyjechał na misję do Rwandy. Pełnił tam funkcje duszpasterza, proboszcza, animatora duszpasterstwa rodzinnego, organizatora sesji formacji apostolstwa świeckich, promotora apostolstwa słowa drukowanego. W 1978 założył w Kigali Centrum Zdrowia Gikondo, a także Rwandyjską Akcję Rodzinną mającą na celu upowszechnianie naturalnych metod planowania rodziny. Był przewodniczącym Związku Stowarzyszonych Ośrodków Medycznych w Kigali, a także kierownikiem Centrum Monitoringu Epidemii AIDS, programu opieki psychomedycznej i socjalnej chorych na AIDS. Przez kilka lat pełnił funkcję sekretarza komisji ds. zdrowia oraz komisji ds. rodziny rwandyjskiego episkopatu. Zarzuca się mu, że w tym czasie był „częścią establishmentu” reżimu Rwandy, aczkolwiek na jego obronę przytaczany jest argument, że w tym czasie nie piastował żadnego ważnego stanowiska w strukturach kościelnych w Rwandzie i nie miał realnego wpływu na sytuację w tym kraju. W czasie ludobójstwa (kwiecień–lipiec 1994) nie był obecny w Rwandzie. We wrześniu 1993 wyjechał z niej w celu odbycia roku formacyjnego. Przebywał w Jerozolimie, następnie na stażu ultrasonografii w Szpitalu Bródnowskim w Warszawie, w końcu na intensywnym kursie języka włoskiego w Rzymie. W 1994 był uczestnikiem Synodu Specjalnego dla Afryki w charakterze eksperta w dziedzinie rozwoju i problemów rodziny. 13 lipca 1994 na czas nieobecności nuncjusza apostolskiego został mianowany wizytatorem apostolskim w Rwandzie. Funkcję w afrykańskim państwie pełnił po zakończeniu wojny domowej od sierpnia 1994 do marca 1996. Od 1981 zajmował stanowisko przełożonego Delegatury Misyjnej Księży Pallotynów w Rwandzie. W latach 1988–1991 był przełożonym nowo utworzonej regii, w skład której wchodziły Rwanda, Zair i Belgia. Objął również urząd przewodniczącego Konferencji Wyższych Przełożonych Zakonnych w Rwandzie.
Po powrocie z Afryki był w latach 1996–2003 przełożonym Regii Stowarzyszenia Apostolstwa Katolickiego we Francji oraz członkiem Rady Misyjnej Konferencji Wyższych Przełożonych Zakonnych we Francji. W 2004 objął funkcję rektora Pallotyńskiej Prokury Misyjnej w Brukseli.
W 2001 współzakładał Federację Afrykańskiej Akcji Rodzinnej, w której pełnił funkcję sekretarza.

### Biskup
22 stycznia 2005 papież Jan Paweł II mianował go arcybiskupem tytularnym Tepelty i jednocześnie sekretarzem pomocniczym Kongregacji ds. Ewangelizacji Narodów oraz przewodniczącym Papieskich Dzieł Misyjnych. Święcenia biskupie otrzymał 19 marca 2005 w kaplicy Papieskiego Kolegium Urbanianum w Rzymie. Udzielił mu ich kardynał Crescenzio Sepe, prefekt Kongregacji Ewangelizacji Narodów, któremu asystowali arcybiskup Stanisław Dziwisz, sekretarz Jana Pawła II, i arcybiskup metropolita Kigali Thaddée Ntihinyurwa. Jako zawołanie biskupie przyjął słowa „Maior est Deus” (Bóg jest większy).
24 maja 2008 papież Benedykt XVI mianował go biskupem diecezjalnym diecezji warszawsko-praskiej, pozostawiając mu tytuł arcybiskupa. Ingres do bazyliki katedralnej św. Michała i św. Floriana w Warszawie, w trakcie którego kanonicznie objął diecezję, odbył 28 czerwca 2008. We wrześniu 2013 media podały, że nie odwołał ani nie ograniczył w posłudze duszpasterskiej podległego mu proboszcza parafii na Tarchominie pomimo ciążących na nim zarzutów prokuratorskich o molestowanie seksualne ministrantów, a także skazującego wyroku sądu pierwszej instancji. Kapłan został odwołany z urzędu dopiero po ujawnieniu sprawy przez media. Decyzję o niezawieszeniu duchownego w czynnościach tłumaczono odległością czasową od zarzucanych mu czynów i brakiem bezpośredniego zagrożenia w związku z niepodejmowaniem przez niego pracy z małoletnimi. 8 grudnia 2017 papież Franciszek przyjął jego rezygnację z urzędu biskupa diecezjalnego warszawsko-praskiego.
W strukturach Konferencji Episkopatu Polski został przewodniczącym Zespołu Ekspertów ds. Bioetycznych, wszedł w skład Komisji Duszpasterstwa, Komisji ds. Misji i Rady ds. Rodziny, a w 2014 został wybrany do Rady Stałej jako biskup diecezjalny. Objął ponadto funkcję członka Rady Fundacji „Dzieło Nowego Tysiąclecia”.
4 lipca 2009 Benedykt XVI mianował go konsultorem Kongregacji ds. Ewangelizacji Narodów. W tym samym roku decyzją papieża został mianowany uczestnikiem zgromadzenia specjalnego II Synodu dla Afryki. W 2015 wziął udział w synodzie biskupów na temat rodziny. W 2017 papież Franciszek zlecił mu udanie się do Medziugoria w charakterze specjalnego wysłannika Stolicy Apostolskiej w celu rozpoznania sytuacji duszpasterskiej i potrzeb pielgrzymów, a także wskazania ewentualnych inicjatyw duszpasterskich do podjęcia w przyszłości. 31 maja 2018 został mianowany przez papieża Franciszka wizytatorem apostolskim o charakterze specjalnym dla parafii w Medziugoriu. 22 lipca 2018 uroczystą Eucharystią zainaugurował posługę w Medziugoriu.
Konsekrował biskupów pomocniczych warszawsko-praskich: Marka Solarczyka (2011) i Jacka Grzybowskiego (2020). Ponadto był współkonsekratorem podczas sakr nuncjuszy apostolskich w krajach afrykańskich: George′a Antonysamy′ego (2005) i Michaela Blume′a (2005), a także arcybiskupa metropolity białostockiego Tadeusza Wojdy (2017).
W 2021 był kilkukrotnie hospitalizowany. Zmarł 13 sierpnia 2021 w Centralnym Szpitalu Klinicznym MSWiA w Warszawie. 20 sierpnia 2021 po mszy pogrzebowej w bazylice katedralnej św. Michała Archanioła i św. Floriana Męczennika w Warszawie został pochowany w znajdującej się w jej podziemiach krypcie.

## Odznaczenia i wyróżnienia
W 2015 prezydent RP Andrzej Duda nadał mu Krzyż Wielki Orderu Odrodzenia Polski, natomiast prezydent RP Aleksander Kwaśniewski w 2002 odznaczył go Krzyżem Oficerskim Orderu Zasługi Rzeczypospolitej Polskiej. Od prezydenta Portugalii Aníbal Cavaco Silva w 2008 otrzymał Order Zasługi II klasy.
W 2011 otrzymał tytuł honorowego obywatela Warszawy.
Został laureatem Nagrody im. ks. bp. Romana Andrzejewskiego za rok 2019.